# Budapests 8:e distrikt
Budapests 8:e distrikt är en del av huvudstaden Budapest i Ungern.